# Llanbedr
Llanbedr est un village et une communauté du Gwynedd, au pays de Galles.

## Géographie
Llanbedr est situé sur l'Artro (en), près de son estuaire dans la baie de Cardigan, à 4,5 km au sud de la ville de Harlech. La route A496 (en) traverse le village.
La communauté de Llanbedr comprend aussi le hameau de Pentre Gwynfryn (en).

## Démographie
Au recensement de 2011, la communauté de Llanbedr comptait 645 habitants.